# Diribe Welteji
Diribe Welteji (ur. 13 maja 2002) – etiopska lekkoatletka specjalizująca się w biegach średniodystansowych.
Mistrzyni świata juniorów w biegu na 800 metrów z 2018 roku. Zajęła czwarte miejsce w biegu na 800 m na Mistrzostwach Świata w Lekkoatletyce 2022 w Eugene. W sierpniu 2022 pierwszy raz wygrała bieg na 1500 metrów w Diamentowej Lidze, w Chorzowie, pokonując swoją rodaczkę Gudaf Tsegay.